# Klaus Weiß
Klaus Weiß, nemški rokometaš, * 20. november 1944, Breslau, † junij 2000.
Leta 1972 je na poletnih olimpijskih igrah v Münchnu v sestavi vzhodnonemške rokometne reprezentance osvojil četrto mesto.